# بيتار خوبتشيف
بيتار خوبتشيف (بالبلغارية: Петър Хубчев)‏ (مواليد 26 فبراير 1964) هو لاعب كرة قدم. يلعب مع منتخب بلغاريا لكرة القدم. سبق له أن لعب في كأس العالم لكرة القدم مع منتخب بلاده.

## روابط خارجية
- بيتار خوبتشيف على موقع الاتحاد الدولي (مؤرشف)  (الإنجليزية)
- بيتار خوبتشيف على موقع قاعدة بيانات كرة القدم.إي يو (الإنجليزية)
- بيتار خوبتشيف على موقع بيانات كرة القدم. دي إي (الألمانية)
- بيتار خوبتشيف على موقع ناشيونال فوتبول تيمز (الإنجليزية)
- بيتار خوبتشيف على موقع عالم كرة القدم.نت (الإنجليزية)